# Беллв'ю (Вашингтон)
Беллв'ю (англ. Bellevue) — місто (англ. city) в США, в окрузі Кінг штату Вашингтон, східне передмістя Сіетлу через озеро Вашингтон на його східному березі. Населення — 151 854 особи (2020). Місто Беллв'ю названо CNNMoney найкращим для життя й початку бізнесу.

## Історія
Беллв'ю був заснований Вільямом Мейденбауером (William Meydenbauer) в 1869 році і отримав статус міста у 1953 році.

## Географія
Беллв'ю розташований за координатами 47°35′52″ пн. ш. 122°9′23″ зх. д. / 47.59778° пн. ш. 122.15639° зх. д. (47.597839, -122.156489). На сході місто обмежене озером Саммамиш. На півночі з містом межують міста Кіркланд й Редмонд. За даними Бюро перепису населення США в 2010 році місто мало площу 94,46 км², з яких 82,80 км² — суходіл та 11,66 км² — водойми. В 2017 році площа становила 87,31 км², з яких 86,66 км² — суходіл та 0,65 км² — водойми.

### Клімат
| Клімат : Беллв'ю        | Клімат : Беллв'ю | Клімат : Беллв'ю | Клімат : Беллв'ю | Клімат : Беллв'ю | Клімат : Беллв'ю | Клімат : Беллв'ю | Клімат : Беллв'ю | Клімат : Беллв'ю | Клімат : Беллв'ю | Клімат : Беллв'ю | Клімат : Беллв'ю | Клімат : Беллв'ю | Клімат : Беллв'ю |
| Показник                | Січ.             | Лют.             | Бер.             | Квіт.            | Трав.            | Черв.            | Лип.             | Серп.            | Вер.             | Жовт.            | Лист.            | Груд.            | Рік              |
| Абсолютний максимум, °C | 18,3             | 21,1             | 25,6             | 31,7             | 33,9             | 36,7             | 40,6             | 37,8             | 37,8             | 32,2             | 23,9             | 17,8             | 40,6             |
| Середній максимум, °C   | 6,1              | 8,3              | 12,2             | 14,4             | 18,9             | 21,1             | 25,0             | 25,6             | 21,7             | 15,6             | 10,6             | 6,7              | 15,5             |
| Середній мінімум, °C    | 0,0              | 1,7              | 3,3              | 5,6              | 8,3              | 11,1             | 12,8             | 13,9             | 11,1             | 7,8              | 4,4              | 1,1              | 6,8              |
| Абсолютний мінімум, °C  | −20,6            | −20              | −12,2            | −2,8             | −2,2             | 2,2              | 5,6              | 5,6              | 1,7              | −6,1             | −15,6            | −17,8            | −20,6            |
| Норма опадів, мм        | 114              | 93               | 98               | 72               | 53               | 43               | 25               | 25               | 43               | 84               | 125              | 138              | 913              |
| ----------------------- | ---------------- | ---------------- | ---------------- | ---------------- | ---------------- | ---------------- | ---------------- | ---------------- | ---------------- | ---------------- | ---------------- | ---------------- | ---------------- |
| Джерело:                |                  |                  |                  |                  |                  |                  |                  |                  |                  |                  |                  |                  |                  |

## Демографія
Згідно з переписом 2010 року, у місті мешкали 122 363 особи в 50 355 домогосподарствах у складі 32 145 родин. Густота населення становила 1295 осіб/км². Було 55551 помешкання (588/км²).
Расовий склад населення:
| - 62,6 % — білих - 27,6 % — азіатів - 2,3 % — чорних або афроамериканців - 0,4 % — корінних американців - 0,2 % — вихідців з тихоокеанських островів - 3,1 % — осіб інших рас |

До двох чи більше рас належало 3,9 %. Частка іспаномовних становила 7,0 % від усіх жителів.
За віковим діапазоном населення розподілялося таким чином: 21,2 % — особи молодші 18 років, 64,9 % — особи у віці 18—64 років, 13,9 % — особи у віці 65 років та старші. Медіана віку мешканця становила 38,5 року. На 100 осіб жіночої статі у місті припадало 100,5 чоловіків; на 100 жінок у віці від 18 років та старших — 99,2 чоловіків також старших 18 років.
Середній дохід на одне домашнє господарство становив 127 934 долари США (медіана — 94 638), а середній дохід на одну сім'ю — 149 287 доларів (медіана — 109 961). Медіана доходів становила 89 247 доларів для чоловіків та 63 500 доларів для жінок. За межею бідності перебувало 7,9 % осіб, у тому числі 8,7 % дітей у віці до 18 років та 6,5 % осіб у віці 65 років та старших.
Цивільне працевлаштоване населення становило 69 387 осіб. Основні галузі зайнятості: науковці, спеціалісти, менеджери — 27,1 %, освіта, охорона здоров'я та соціальна допомога — 16,2 %, роздрібна торгівля — 10,7 %, виробництво — 9,0 %.

## Економіка
Центр міста забудовується висотними офісними будинками. Господарство міста пов'язано з високотехнологічною промисловістю зокрема з корпорацією Майкрософт, головний офіс якої розташований на північ від міста у Редмонді. У місті розквартировані головні офіси Expedia, InfoSpace, Paccar Inc (3-ій найбільший виробник вантажних машин під марками Kenworth, Peterbilt, DAF та Leyland), QFC (мережа елітних продуктових універсамів у власності Kroger), ShareBuilder, T-Mobile — 4 за величиною оператор мобільного зв'язку у США, що знаходиться у власності Deutsche Telekom. Також у місті розташовані великі відділення Boeing, HTC Corporation (тайванський виробник смартфонів) й Microsoft (найбільше підприємство міста з 7,5 тис. працівників, що розміщені у чотирьох хмарочосах, в одному з яких розмішені розробники пошукового сервісу Bing).

## Транспорт
Місто пов'язане з Сіетлом двома мостами: 90-го шосе й 520-го шосе штату. Через місто планується будівництво східної лінії легкого метро з Сіетлу на Редмонд.

## Безпека та злочинність
За кількістю злочинів місто є 25-м найбезпечнішим містом Америки.

## Освіта та культура
1 університет, 1 коледж, 3 музеї.
Західніше Беллв'ю у місті Мідіна на березі озера Вашингтон мешкає найзаможніша людина світу — Білл Гейтс.